# Paulina Gaitán
Paulina Gaitán Ruiz (Villahermosa, Tabasco, Mèxic; 23 de juliol de 1991) és una actriu i cantant mexicana de cinema i televisió.

## Carrera
Va actuar en la pel·lícula de Cary Joji Fukunaga Sin nombre, on va interpretar el paper de Sayra, una noia hondurenya que tracta d'arribar als Estats Units amb la seva família. Al llarg de la pel·lícula, el seu personatge s'enamora de "El Casper" (Willy), un membre de la Mara Salvatrucha, interpretat per l'actor Edgar Flores.
Gaitán també va actuar com una noia segrestada per traficants sexuals en 2007, en la pel·lícula Trade al costat Kevin Kline.
El 2016 va actuar en el film d’acció ""Crossing Point"", on va interpretar a Lucille, la neboda d'un membre del Cartel de Tijuana, qui s'enamora de Michael (Shawn Lock), un nord-americà víctima de traficants de droga robada a un altre cartell i reclutat com a mula en aquesta ciutat mexicana per a passar a la droga als EUA o els Estats Units.
Paulina Gaitán va començar a actuar a l'edat de 9 anys i a l'edat de 12 anys va obtenir un paper important en la pel·lícula Voces inocentes del director mexicà Luis Mandoki, que tracta sobre la guerra civil en El Salvador. També va gravar el seu primer disc com a cantant al costat del productor Rodney Jerkins el qual és d'estil pop i està cantat en anglès.
En televisió va participar en XY, d’Once TV México, i a Las Aparicio per Cadena Tres, i el 2012 participà a la sèrie The River.
Després, sota la producció de HBO i Latin America Originals fa la seva aparició en la sèrie Sr. Ávila.
Participa a més en la pel·lícula Deseo, en la que hi actua al costat d’Edith González, Christian Bach i Paola Núñez. Es va filmar en Guanajuato i va ser dirigida per Antonio Zavala, amb música de Lila Downs.

## Filmografia

### Cinema
| Any  | Títol                                 | Paper     | Notes        |
| ---- | ------------------------------------- | --------- | ------------ |
| 2004 | Animales en peligro                   |           | Rol de veu   |
| 2004 | Voces inocentes                       | Angelita  |              |
| 2006 | Morirse en Domingo                    | Isabel    |              |
| 2007 | Trade                                 | Adriana   |              |
| 2007 | Cuando las cosas suceden              | Fernanda  |              |
| 2008 | Cosas insignificantes                 | Esmeralda |              |
| 2009 | Sin nombre                            | Sayra     |              |
| 2009 | La mitad del mundo                    | Paulina   |              |
| 2010 | En tus manos                          | Zuvely    | Curtmetratge |
| 2010 | Somos lo que hay                      | Sabina    |              |
| 2010 | Días de gracia                        | Camila    |              |
| 2010 | Las paredes hablan                    | Lupe      |              |
| 2011 | El Bukanas                            | Ashley    |              |
| 2013 | Deseo                                 | La Niña   |              |
| 2014 | Eddie Reynolds y los Ángeles de Acero | Natalia   |              |
| 2016 | Punto de Cruce                        | Lucille   |              |
| 2017 | Donde corre el agua                   | Paulina   |              |
| 2019 | Niñas bien                            | Ana Paula |              |
| 2019 | Souvenir                              | Isabel    |              |
| 2019 | Territorio                            | Lupe      |              |
| 2022 | Me casé con un idiota                 | Flor      |              |

### Sèries
| Any  | Títol                       | Paper                    | Notes                                                  |
| ---- | --------------------------- | ------------------------ | ------------------------------------------------------ |
| 2006 | Lo que callamos las mujeres |                          | Episodi : "Los pasos de mamá" / "Mercado de inocencia" |
| 2007 | Cielo                       | Cielo                    |                                                        |
| 2010 | Las Aparicio                | Ileana                   |                                                        |
| 2009 | Capadocia                   | Andrea Marín             | Segona temporada                                       |
| 2009 | XY                          | Larissa (hija de Tony)   | Primera temporada                                      |
| 2012 | The River                   | Jahel                    |                                                        |
| 2015 | Señorita Pólvora            | Lady Beretta             |                                                        |
| 2015 | Narcos                      | La Tata                  |                                                        |
| 2017 | Diablo Guardián             | Violetta                 |                                                        |
| 2018 | El rey del Valle            | Margarita Guzmán         |                                                        |
| 2018 | Señora Acero 5              | Leticia Moreno           |                                                        |
| 2020 | El presidente               | María Inés "Nené" Facuse |                                                        |
| 2021 | Asesino del olvido          | Jimena Guerra            |                                                        |
| 2022 | Código implacable           | Marcela Beltrán          | Papel protagónico                                      |
| 2022 | Belascoarán                 | Irene                    |                                                        |
| 2022 | No fue mi culpa (Mexico)    | Mariana                  |                                                        |